# Rhipidure tacheté
Rhipidura verreauxi
Espèce
Statut de conservation UICN

 LC  : Préoccupation mineure
Synonymes
- Rhipidura spilodera

Le Rhipidure tacheté (Rhipidura verreauxi) est une espèce de passereaux de la famille des Rhipiduridae.

## Répartition
Cet oiseau est endémique de Nouvelle-Calédonie.

## Habitat
Il habite les forêts humides tropicales et subtropicales en plaine et les montagnes humides tropicales et subtropicales.

## Systématique
Le nom valide complet (avec auteur) de ce taxon est Rhipidura verreauxi Marié (d), 1870.
Ce taxon porte en français le nom vernaculaire ou normalisé suivant : Rhipidure tacheté.